# Межиречье (Шептицкий район)
Межире́чье (укр. Межиріччя) — село в Червоноградской городской общине Шептицкого района Львовской области Украины.
Население по переписи 2001 года составляло 1087 человек. Занимает площадь 1,739 км². Почтовый индекс — 80084. Телефонный код — 3257.

## История
В 1946 г. Указом ПВС УССР село Пархач переименовано в Межиречье.

## Галерея

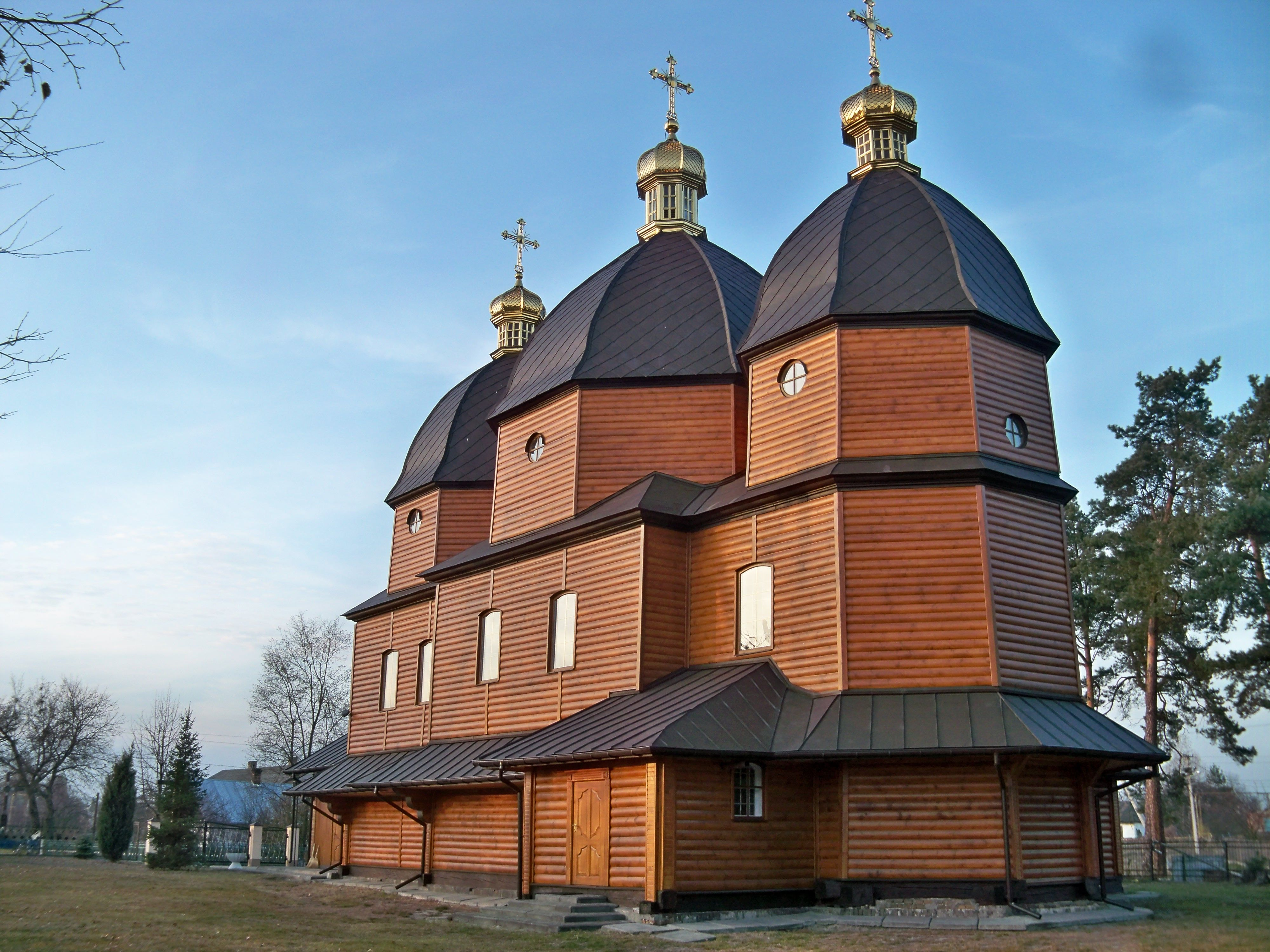
Церковь Святого Василия Великого
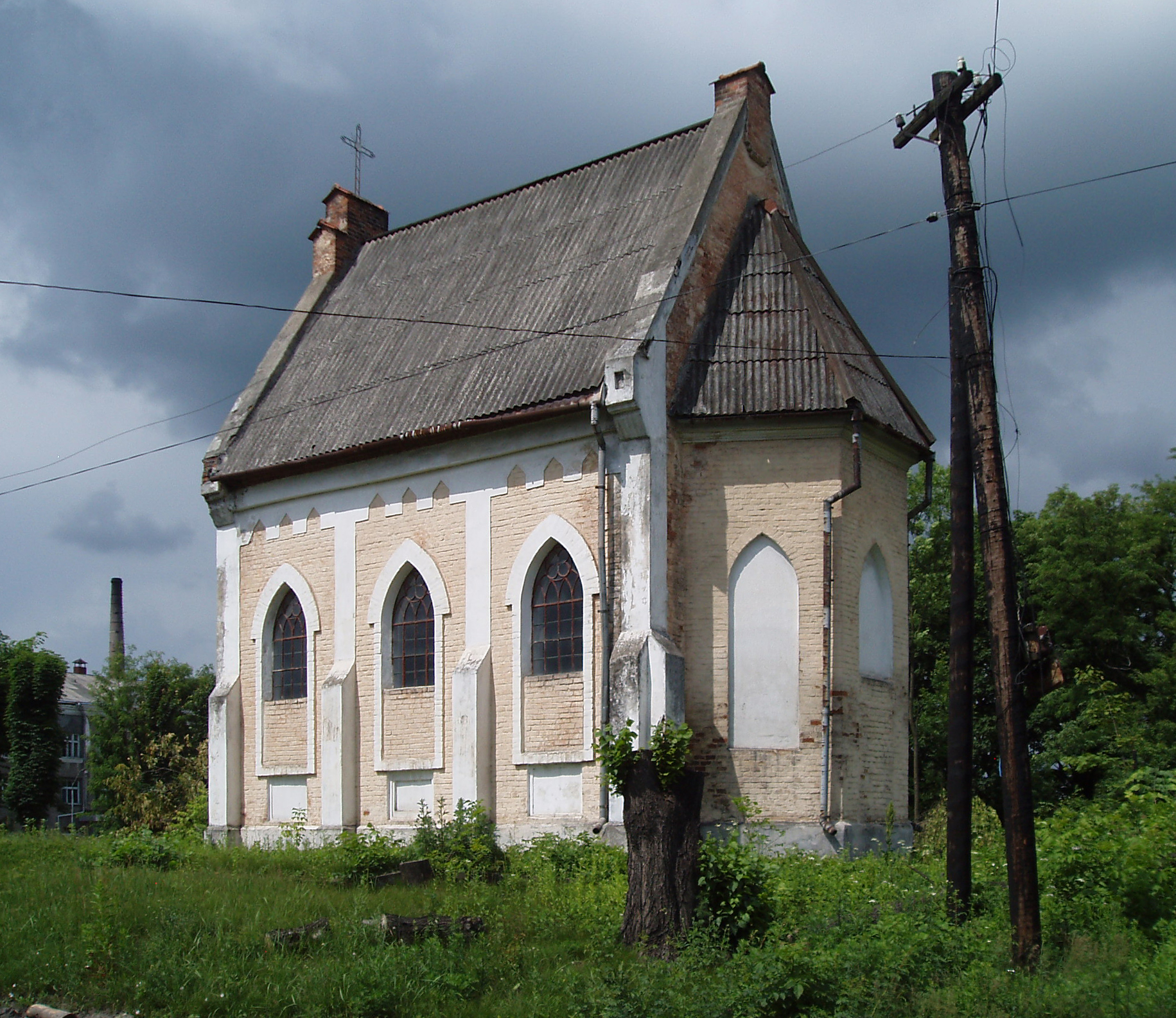
Часовня
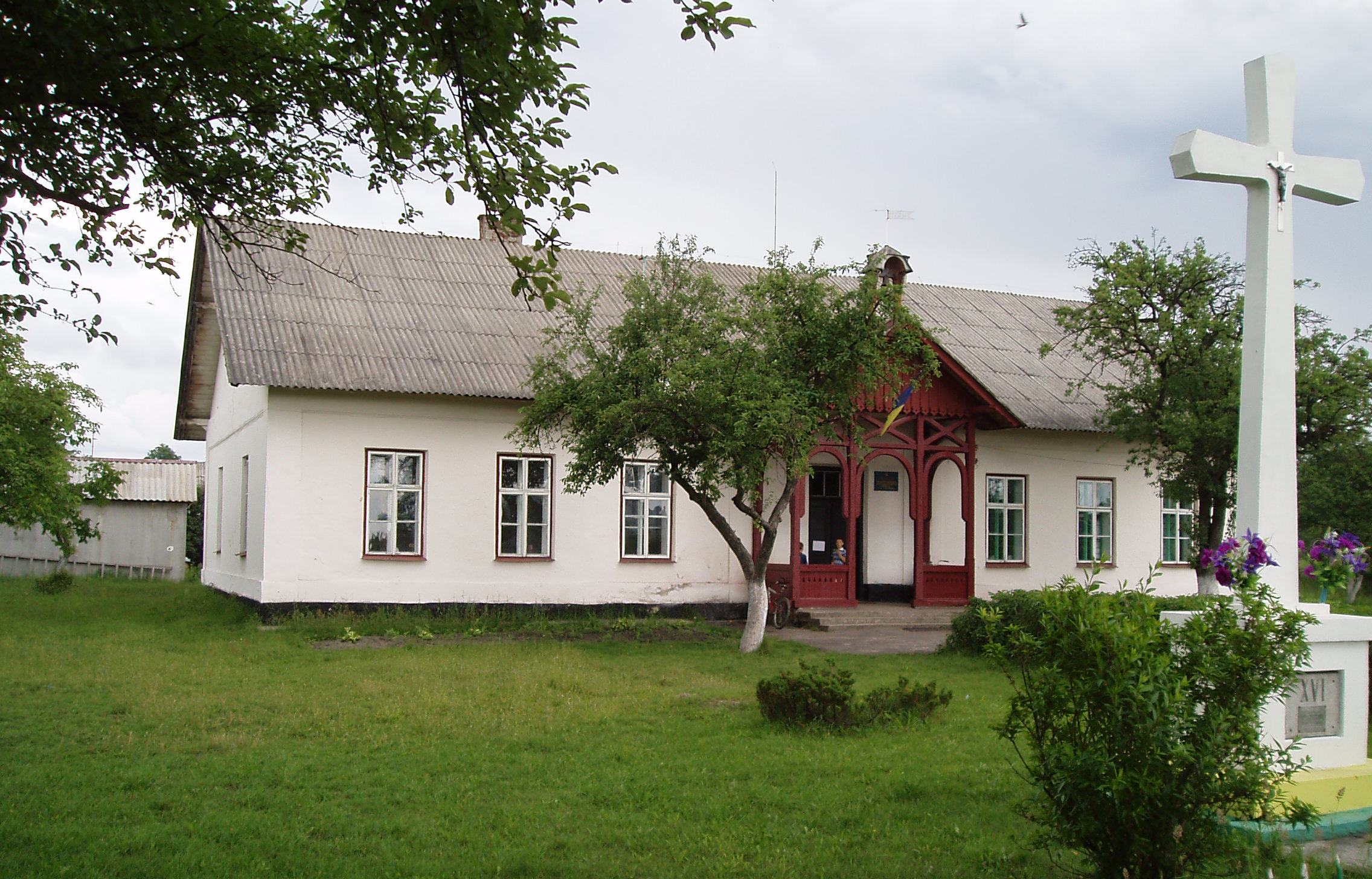
Школа